# Wolfraam-183
Wolfraam-183 of 183W is een zeer stabiele isotoop van wolfraam, een overgangsmetaal. Het is een van de vier stabiele isotopen van het element, naast wolfraam-182, wolfraam-184 en wolfraam-186. De abundantie op Aarde bedraagt 14,31%. Daarnaast komt ook de langlevende radio-isotoop wolfraam-180 op Aarde voor. 
Wolfraam-183 kan ontstaan door radioactief verval van tantaal-183 of renium-183.
{\displaystyle {\ce {{^{183}_{73}Ta}->{^{183}_{74}W}+{e^{-}}+{\bar {\nu }}_{e}}}}
{\displaystyle {\ce {{^{183}_{75}Re}->{^{183}_{74}W}+{e^{+}}+{\nu }_{e}}}}
Men vermoedt dat de isotoop via alfaverval vervalt naar de stabiele isotoop hafnium-179. Wolfraam-183 heeft echter een halfwaardetijd die vele malen groter is dan de leeftijd van het universum en dus kan de isotoop de facto als stabiel beschouwd worden.
{\displaystyle {\ce {{^{183}_{74}W}->{^{179}_{72}Hf}+\,_{2}^{4}\alpha }}}
157W · 158W · 158mW · 159W · 160W · 161W · 162W · 163W · 164W · 165W · 166W · 167W · 168W · 169W · 170W · 171W · 172W · 173W · 174W · 175W · 176W · 177W · 178W · 179W · 179m1W · 179m2W · 179m3W · 180W · 180m1W · 180m2W · 181W · 182W · 183W · 183mW · 184W · 185W · 185mW · 186W · 186m1W · 186m2W · 187W · 188W · 189W · 190W · 190mW · 191W · 192W · 193W · 194W · 195W · 196W · 197W